# Bekkare, Piriyapatna
Bekkare là một làng thuộc tehsil Piriyapatna, huyện Mysore, bang Karnataka, Ấn Độ.